# 애프리
애프리는 대한민국의 100만명이 넘는 팔로우를 보유한 인스타그램 인플루언서(전 xxapple_e, 현 xxapplee_kr)이자, 약 10만명의 구독자를 보유한 유튜버로 활동하는 크리에이터이다.
운동하는 은행원으로 처음 알려졌으며, 최근에는 다니던 은행을 관두고 투엑스에이(XXA) 패션 브랜드를 성공적으로 런칭하고, 코로나퇴치송을 발표하여 가수로서도 활동 영역을 넓혔다.
애프리는 인스타그램과 유튜브에서 46인치 엉덩이를 가진 탈아시안 몸매와 자기관리 비법 공개로 한국의 킴카다시안이라는 별명을 가지며 유명세를 탔다.
현재 주요 소통 SNS로는 온리팬스와 트위터, 인스타그램이 있다.